# Emilio Gil “Blind”
Emilio Gil "Blind" fue un boxeador español. Combatió entre 1920 y 1927, con 35 combates: 14 victorias (4 por KO), 13 derrotas y 8 nulos. En 1921 alcanzó el título de Campeón de España de peso ligero, que retuvo hasta 1923. 

## Inicios (1920-1921)
Emilio Gil aparece por primera vez como boxeador en la primavera de 1920, cuando en Barcelona, convertida en capital del boxeo nacional, los aficionados acuden en número cada vez mayor a las veladas que con frecuencia irregular se celebran en locales como el Frontón Condal, el Iris Park o el Luna Park, entre otros.  
La primera reunión del año es la que se celebra el domingo 4 de abril en el Frontón Condal. Aunque se han programado cuatro peleas, tres de ellas terminan antes del número de asaltos acordados, por lo que la organización decide una incorporación de última hora, enfrentando a dos jóvenes debutantes que suben al ring bajo los seudónimos de Warrior y Blind Donkey. Este último es un catalán llamado en realidad Emilio Gil. El combate se disputa a 4 asaltos, durante los cuales Warrior llega a obtener cierta ventaja que, faltándole eficacia en los golpes, se traduce sin embargo en la decisión de combate nulo por parte de los jueces.
La próxima aparición de Blind Donkey entre las cuerdas tiene lugar el jueves 8 de julio, en el transcurso de las veladas que organiza el Ateneo Enciclopédico Popular. Esa noche, en el combate de semifondo, se enfrentan Blind Donkey (que milita en el AEP) y Andrés Goñi, un joven de corta trayectoria que supera en cuatro los 57,2 kilos de Gil. La pelea, pactada a 8 asaltos de 2 minutos, resulta emocionante y equilibrada, y aunque Goñi llega a encontrarse por momentos a merced de su rival, la falta de experiencia de éste le impide asestar el golpe definitivo. Andrés Goñi consigue sin embargo una ligera ventaja y obtiene la decisión por puntos.
Dejando atrás el Donkey, Blind vuelve a subir al ring del Iris Park el 19 de agosto para enfrentarse, en la pelea de semifondo a 8 asaltos, al independiente Laurencio. En el segundo round, un fuerte crochet de Laurencio es replicado con una rápida serie de duros golpes que, aunque recibidos con entereza, le dejan seriamente tocado, hasta el punto de que en el asalto siguiente el árbitro decide parar el combate y dar a Blind por vencedor antes de que su rival sufra mayor castigo. Blind, por su magnífica victoria, recibe una copa de plata ofrecida por el sportman local Gaspar Soliva.
Durante los siguientes nueve meses, Blind progresa en su carrera convirtiéndose poco a poco en una referencia dentro de los pesos ligeros, pues la mayoría de sus combates revelan a un luchador pundonoroso, trabajador y duro, a quien el público aplaude con entusiasmo. Quizá le falta aún a Blind algo de técnica en su boxeo, y acaso a eso hay que atribuir la irregularidad de los resultados en este periodo:
El 30 de septiembre, en una velada en el Iris Park, Blind y Pedro Valls, que se enfrentan en el combate de semifondo a 6 asaltos, ofrecen un  “alarde de fuerza, resistencia, ciencia y valentía”, que levanta al público unánime “como un solo hombre, sacudido por una ráfaga de emoción admirativa”. En el cuarto round, “por dos veces está Valls a punto de ser lanzado del ring, recibe últimamente dos crochets a la mandíbula, cae k. o. irremisiblemente. Cuando el árbitro contaba hasta seis penetraron los segundos en el ring y aquél, dejando de contar levantó la mano de Blind, proclamándole vencedor por descalificación. La ovación fue continua y delirante durante todo el round.”.
El 14 de octubre llega la revancha ante Goñi, en el Iris, en semifondo. Goñi vuelve a dominar y a imponer su ventaja en envergadura y kilos; aunque Blind se muestra valiente y resiste con orgullo, no puede evitar verse derrotado por estrecho margen de puntos, retirándose ambos entre aplausos de los aficionados.
En la semifinal de la velada inugural del Barcelona Boxing Club en el Frontón Condal, el 16 de diciembre, Blind fuerza al abandono a Warrior en el segundo de los 8 asaltos pactados.
Milita ya Blind en el Boxing Club cuando, el jueves 13 de enero de 1922, sube al ring de la Bohemia Modernista para enfrentarse, en semifondo, con el veterano Americano. En este combate Blind no acaba de encontrarse a gusto, y aunque lleva la iniciativa en todo momento, no consigue que sus golpes hagan mella sobre su rival. El resultado final es de combate nulo.
El Iris Park acoge el miércoles 2 de marzo el siguiente combate de Blind, que por primera vez interviene como cabeza de cartel al enfrentarse a 8 asaltos con el campeón de España del peso pluma Ramón Miró. Este último es amonestado por el árbitro y amenazado con la descalificación, ante lo que opta por abandonar la pelea.
El primer momento clave de la vida pugilística de Blind llega una semana después, el 10 de marzo, cuando en la Bohemia se enfrente a Federico Zaldívar, en el combate estelar de la noche, por el título de España del peso ligero. Blind y Zaldívar se enfrentan en un combate duro y valiente en el que el segundo lleva la iniciativa pero llega a encontrarse por periodos en aprietos. A medida que avanzan los asaltos, los ojos de Blind van recibiendo un castigo cada vez mayor hasta que en el quinto asalto, después de casi dos asaltos peleando a ciegas, se ve forzado al abandono, quedando nombrado challenger (retador) oficial.
En los cuatro meses siguientes castiga a Americano en el Frontón Condal hasta vencerle a los puntos (14 de mayo), vuelve a verse derrotado por Goñi, también a los puntos, en el Iris Park (16 de junio) y hace nulo con Alfonso Cañizares en el Parque de Barcelona (21 de julio).
Federico Zaldívar pacta la defensa de su título ante "Blind" para la inauguración de las matinés del Teatro Tívoli, el 31 de julio. El combate está pactado a 10 asaltos de 2 minutos, pero dura la mitad. Blind se protege bien en los dos primeros asaltos y ataca con crochés a continuación, haciendo sangrar a Zaldívar por una ceja hasta que el árbitro decreta su derrota en el quinto asalto. Emilio Gil “Blind” se convierte de esta manera en campeón de España del peso ligero.

## Campeón de España
Durante un año, Blind no necesita defender oficialmente su título. Continúa ofreciendo buenos combates, aunque los resultados no siempre le acompañan; pronto se evidencia que es un púgil batallador y bravo, querido por el público, pero carece de la ciencia que poseen las grandes figuras del boxeo. Entre septiembre de 1921 y el mismo mes de 1922, la carrera de Blind se resume en las siguientes peleas:
- Nulo ante el peso pluma francés Denain, en un excelente combate que Blind consigue igualar en los últimos asaltos a base de coraje (23 de octubre, Teatro Doré).
- Nulo ante Afonso Cañizares (futuro campeón de España del peso pluma) en un combate en el que Blind no consigue lucirse (2 de noviembre, Bohemia Modernista).
- Nuevo nulo ante Denain (22 de noviembre, Bohemia Modernista).
- Derrota por puntos ante el veterano Paul Gay, en una magnífica pelea de ambos que encabeza el cartel del Iris Park (6 de diciembre).
- Victoria por k.o. en el tercer asalto sobre Americano, con una gran exhibición de Blind (22 de diciembre, Iris Park).
- Victoria sobre el francés Auguste Grassi por descalificación de éste por golpe bajo 24 de febrero de 1922, Iris Park).
- Derrota por puntos ante Ricardo Alís, una figura en ascenso que meses después se convertirá en campeón de España del peso wélter (18 de mayo, combate principal a 10 asaltos en el Frontón Condal). Ambos púgiles se presentan dentro de la categoría de los pesos wélter.
- Victoria por puntos sobre el americano Teta, cuya notable resistencia impide la conclusión del combate por nocaut (16 de junio, Frontón Condal).
- Derrota por estrecho margen de puntos ante el ex campeón de España de los welters Pedro Sáez, en un combate excelente a corta distancia en que ambos son muy aplaudidos (16 de septiembre, Parque de Barcelona).

“Blind” defiende su título el 26 de septiembre, en el Iris Park,  ante Agustín Villar, quien en lucha a diez asaltos se ve vencido a los puntos por el campeón.
El 26 de octubre, retiene de nuevo su título cuando vence de forma clara a los puntos, en combate a 6 asaltos, a un joven valenciano afincado en Barcelona que disputa su cuarta pelea como profesional. El joven se llama Hilario Martínez, y un año después volverá a pedir su oportunidad al conseguir la revancha contra “Blind”.
En ese intervalo, Blind continúa siendo el número uno de los pesos ligeros nacionales, ratificado en el título el 9 de febrero de 1923 por la recién creada Federación Española de Boxeo. Son meses en los que Blind no se prodiga en combates:
- Es derrotado a los puntos por Cassini, campeón militar de Francia del año anterior (6 de diciembre de 1922, Teatro Bosque).
- Retiene el título al compensar con precisos crochés la fogosidad de Agustín Villar, consiguiendo el nulo a 12 asaltos (9 de febrero de 1923, combate principal del Iris Park).

La revancha por el título contra Hilario Martínez queda fijada para el 12 de diciembre de 1923, en la plaza de toros Las Arenas, en Barcelona. La pelea está pactada a 12 asaltos, pero ya en el primero Martínez se muestra como una gran estrella y lleva al campeón a la lona por dos ocasiones. Los aficionados, que saben que Blind ha tenido que hacer un esfuerzo sobrehumano para perder casi cinco kilos y situarse dentro del peso, comienzan a adivinar el resultado del combate. En el segundo round, Emilio Gil es derribado de nuevo y, aunque consigue reincorporarse, es solo para recibir un crochet de derecha que lo fulmina sobre la lona y da el título nacional a Hilario Martínez.

## Etapa final
El ya ex campeón se empeña en pelear en los pesos ligeros durante unos meses más. Hace un ajustado nulo en la plaza de toros de Bilbao frente a otro Martínez, campeón de Castilla de la categoría (4 de febrero de 1924), vence por puntos en un combate poco vistoso al francés Paul Gabriel en el Teatro de Novedades de Barcelona (26 de febrero), fuerza al abandono al francés Lamboléz en el mismo escenario (11 de marzo), es vencido a los puntos por Joseph Marco, campeón de Levante, en un magnífico combate que se disputa en Valencia (24 de abril).
En verano de 1924 acepta su pase a los welters, en los que obtiene una primera victoria, ajustada pero merecida, ante Castañé (17 de julio, Parque de Barcelona).
La revancha contra Marco queda incluida como semifondo en la velada que el 24 de julio es organizada en el Stadium de Barcelona con motivo de la verbena de San Jaime. Los primeros asaltos son duros, con fuertes intercambios de swing; en el sexto, un crochet de Marco alcanza a Blind en la mandíbula. El maxilar inferior del excampeón está fracturado, y en esas condiciones se ve forzado al abandono.
La grave lesión lleva a Blind a un largo periodo de inactividad del que le costará mucho salir. No será hasta el 29 de mayo de dos años más tarde, en 1926, cuando Emilio Gil vuelva a cruzar las sogas de un ring: será en La Terraza, en Bilbao, en enfrentamiento contra el cubano Estanislao Frías. Blind está claramente en un mal momento, y en el quinto asalto sufre un implacable nocaut de un potente crochet de Frías.
La derrota supone un golpe definitivo para Emilio Gil. Aún hará un último intento, el 22 de marzo de 1927, cuando suba al ring del Iris Park para enfrentarse con López. Desentrenado, muy fuera de forma, Blind es desbordado y puesto ko por López en el segundo asalto. 